# Сото-сю
Сото-сю (яп. 曹洞宗, Со:то:-сю:, кит. 曹洞宗, Цаодун-цзун) — крупнейшая на сегодняшний день школа дзэн в Японии, одна из двух ведущих школ наряду с риндзай. Школа возникла в результате распространения одноимённой китайской школы Цаодун-цзун. Главный храм Эйхэйдзи располагается в префектуре Фукуи.

## История
Сото появилась в Японии немногим позже школы риндзай. Она была привезена на Японские острова монахом Догэном в XIII веке. С тех пор сото получила распространение в среде провинциальных правителей и простого народа, в то время как риндзай стала прерогативой знати и военного сословия (самураев).
В настоящее время сото получила широчайшее распространение в Северной Америке и Западной Европе.

## Учение
Философия сото уходит своими корнями к школе чань мастера Шитоу Сицяня (в японском произношении — Сэкито Кисэн, 700—790), основателя монастыря в Хунаньской долине Китая. Из этой школы впоследствии образовалось три разных направления, из коих одним как раз и является сото, которую собственно основал в Китае мастер Дуншань Лянцзе (807—869).
Так же, как это принято в тибетском буддизме, старший монах назначается хранителем «родословной» передачи дхармы в монастыре. Считается, что такой монах должен в какой-то степени быть приобщён к просветлению мастером дзэн, и прожить в монастыре несколько десятков лет. Подобная «родословная» обычно представляет собой документы, в которых выводится связь передачи дхармы к Будде Гаутаме.
Для монастырской жизни в школе Сото характерно предельно строгое регламентирование всех аспектов повседневной жизни, так как их практика отождествляется с постижением пути. Вслед за Догэном, сформулировавшим доктрину о единстве тела и духа (яп. 身心一如), особое внимание уделяется культуре питания. На основе «Наставлений дзэнскому повару» (яп. 典座教訓) и других сочинений Догэна сложился канон, получивший название кухни «Сёдзин рёри».

## Буддийская Ассоциация Сото Дзэн
В 1996 году последователи сото в Северной Америке, включая этнических японцев из Америки и Западной Европы, организовали Буддийскую Ассоциацию Сото Дзэн. Эта организация является вполне независимой от японской Сото-сю структурой тесно сотрудничает с Сото-сю, считающейся большинством членов Ассоциации неформальным вышестоящим органом. Насчитывая около двухсот наставников, которым была передана дхарма, Ассоциация в настоящее время представляет практически всё японское наследие сото в Америке.